# Scaevola dielsii
Scaevola dielsii är en tvåhjärtbladig växtart som beskrevs av Ernst Georg Pritzel. Scaevola dielsii ingår i släktet Scaevola och familjen Goodeniaceae. Inga underarter finns listade i Catalogue of Life.